# ミシャワカ (インディアナ州)
ミシャワカ（Mishawaka [ˌmɪʃəˈwɑːkə]）は、アメリカ合衆国インディアナ州北端部に位置する都市。州第4の都市サウスベンドの東隣に位置する。人口は51,063人（2020年国勢調査）。サウスベンドと共に形成している都市圏は、サウスベンドに郡庁を置くセントジョセフ郡、およびミシガン州カス郡の2郡から成り、324,501人（2020年国勢調査）の人口を抱えている。エルクハートやミシガン州ナイルズなどを含む広域都市圏は人口812,199人（2020年国勢調査）を数える。

## 市名の由来: ミシャワカ「王女」伝説
ミシャワカという市名に関する伝説として、ショーニー族の酋長エルクハートの娘、ミシャワカ「王女」に由来している、というものがある。実際には、ネイティブ・アメリカンの社会は君主制ではなく、従って「王室」も存在しないが、19世紀のアメリカ合衆国においては、酋長の娘を指して「王女」という語がよく使われていた。この伝説によると、18世紀後期、ショーニー族はポタワトミ族の土地に移入して住まうことを許されたが、そのポタワトミ族の酋長、グレイ・ウルフは、ミシャワカに恋心を抱くようになった。しかし、ミシャワカはグレイ・ウルフの想いを拒み、デッドショットという名でのみ知られる、白人のわな猟師への愛を誓った。やがてショーニー族とポタワトミ族との間で戦争になり、グレイ・ウルフはミシャワカを捕えて、自分と結婚しないと殺す、と脅した。デッドショットはグレイ・ウルフを追い、やがて決闘になり、両者とも死んだ。しかし、グレイ・ウルフはこの決闘死の前に、ミシャワカの胸に突き傷を負わせていた。ミシャワカはこの傷からは回復したものの、1818年に32歳で死去した。ミシャワカは現在の市中心部の西、リンカーン・パークがある場所の近くに埋葬されている、とされており、その地に埋め込まれた銅板に伝説が記されている。
現代のミシャワカ市においても、ミシャワカ「王女」は市のシンボルになっている。市はPrincess City（王女の街）という愛称を持ち、市当局もそれを使用している。市庁舎の前にはミシャワカ「王女」の像が立てられている。また、市の条例では、ミシャワカの市章は二重円とし、内側の円内にはミシャワカ「王女」の肖像を前面にし、セントジョセフ川の流れ、および森と太陽を地平線上に描くこと、その外側にはCITY OF MISHAWAKA, INDIANA、愛称The Princess City、および創設年である1833の各文字列を円形に配することが定められている。

## 歴史
1832年、デトロイトの実業家アランソン・M・ハードによって派遣された探鉱家ウィリアム・アールは、セントジョセフ川南岸の湿地帯に、沼鉄鉱が豊富に埋蔵されているのを発見した。程無くしてハードがこの地を訪れ、セントジョセフ川の急流から機械用の水力が得られることも併せて、この地に高炉を建てることを決め、翌1833年、製鉄所用地を買収し、製鉄所と同名のセントジョセフ・アイアン・ワークスという村を創設・区画した。同年には、この地にミシャワカという名で郵便局も置かれた。一方、セントジョセフ川の北岸にも、1836年、ジョセフ・バッテル、ジェームズ・R・ローレンス、およびグローブ・ローレンスの3人の入植者によって、インディアナシティという名の村が創設された。翌1837年末までには、近辺にさらに2つの村が創設されていた。やがて1838年、インディアナ州議会の承認の下、これら4つの村は合併し、ミシャワカという名の1つの町になった。

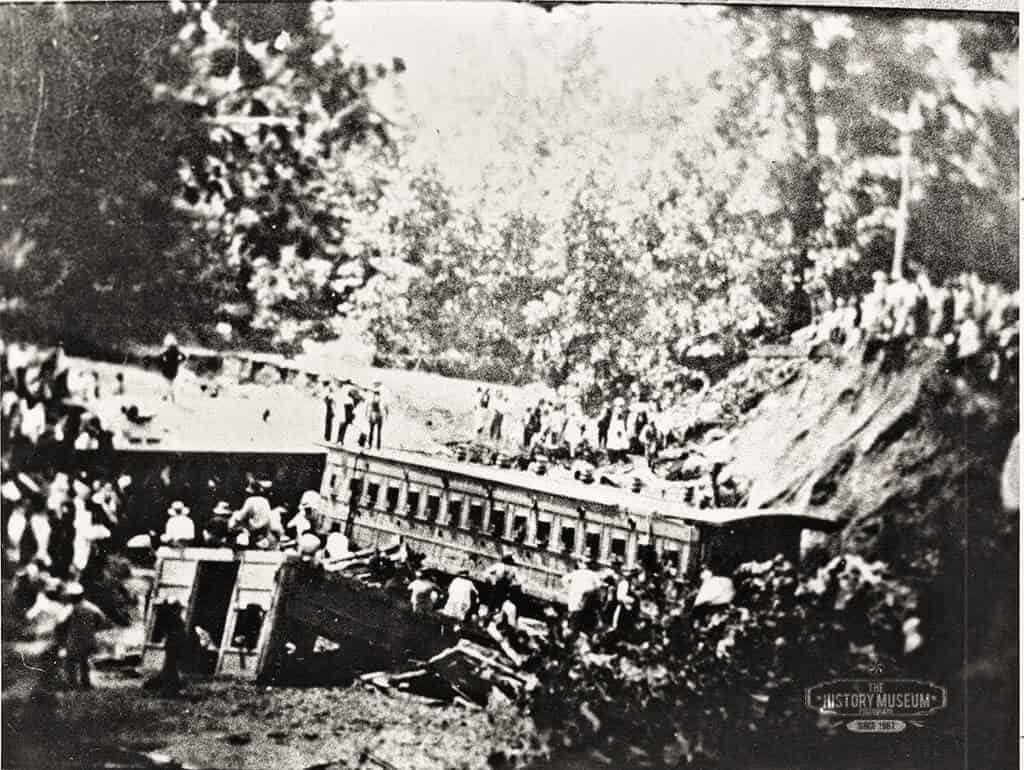
ミシガン・サザン・アンド・ノーザン・インディアナ鉄道列車転落事故（1859年）

1839年秋にはミシャワカ最初の学校が開校した。1851年には、ミシガン・サザン・アンド・ノーザン・インディアナ鉄道が開通し、10月5日にその最初の列車がミシャワカに到着した。
1859年6月27日深夜、シカゴからトレドに向かっていたミシガン・サザン・アンド・ノーザン・インディアナ鉄道の夜行急行列車が、サウスベンドとミシャワカの間の小川に架かるスプリングブルック橋から、その下の谷へ転落した。事故の数日前から雨が降り続いており、橋を支えていた土手の地盤が緩んでいたことが原因であった。この事故で、機関車は対岸の土手の泥の中に埋もれ、給炭車、荷物車、および2両の二等客車は粉々に砕け散り、その木片が機関車の上に積もった。その後ろ2両の一等客車も大破し、その木片が下流に流された。そのさらに後ろの寝台車は、比較的損傷は少なかった。事故直後にサウスベンド・ミシャワカ両市の教会の鐘が鳴り響き、多数の市民が負傷者の救出にあたった。しかし、乗客150人のうち、60人は事故直後に遺体で発見された。その他にも、数日後に下流で水死体となって発見された遺体もあり、正確な死者数は判っていない。
1850年代も中盤になると、初期のミシャワカを支えてきた沼鉄鉱資源は枯渇し、原料が調達できなくなったセントジョセフ製鉄所は製造業への転向を余儀なくされた。1868年、同社はセントジョセフ工業（St. Joseph Manufacturing Company）に社名を変更し、その後35年にわたって、鋤や耕耘機をはじめとした、農具や機械を製造した。1903年、同社はミシャワカ耕作（Mishawaka Plow Company）に再度社名変更し、最初の人車軌道用車両を製造、ミシャワカ市内の軌道で試運転を行った。
南北戦争中には、ミシャワカは北軍についた。多くの地元男性が北軍に志願兵として従軍し、インディアナ第9、第48、および第87各連隊に配置された。また、地元の工場や農場は、北軍の軍需品や食糧を生産した。
| カム・アンド・シェリンジャーの醸造所（左）と社屋（右）。1979年に国家歴史登録財に指定されている。 |  | カム・アンド・シェリンジャーの醸造所（左）と社屋（右）。1979年に国家歴史登録財に指定されている。 |
| カム・アンド・シェリンジャーの醸造所（左）と社屋（右）。1979年に国家歴史登録財に指定されている。 |  |                                                                                                  |

1872年9月、当時のミシャワカの中心業務地区の3/4を焼き尽くす大火が起こった。しかし、ミシャワカは復興し、新しい産業も興った。1887年には、もともと1839年にデトロイトからミシャワカに移入したドイツ系移民、ジョン・ワグナーが1850年代に全焼の後再建した醸造所を利用して、カム・アンド・シェリンジャー醸造（Kamm and Schellinger Brewing Company）が創業した。同社のビールはその名を知られていくようになった。禁酒法の時代には、同社はソフトドリンクの製造に一時切り替えたが、禁酒法が明けると、再びビールの醸造に戻った。
ミシャワカで育ち、地元の高校からノートルダム大学に進み、卒業後は父の事業を引き継いだウォレスとウィリアムのドッジ兄弟は、1878年にマジック・ジャック社（Magic Jack Company）を創業した。同社は社名にもある馬車のジャッキのほか、鋸の弓や、ドアステップなどを生産した。やがて同社はドッジ工業（Dodge Manufacturing Company）に社名変更し、1882年にはプーリーの特許を取得、これが商業的にも成功を収め、1890年代には動力伝達装置を全米に向けて販売するようになった。1893年のシカゴ万国博覧会では、同社が大規模な電力供給網を設置した。

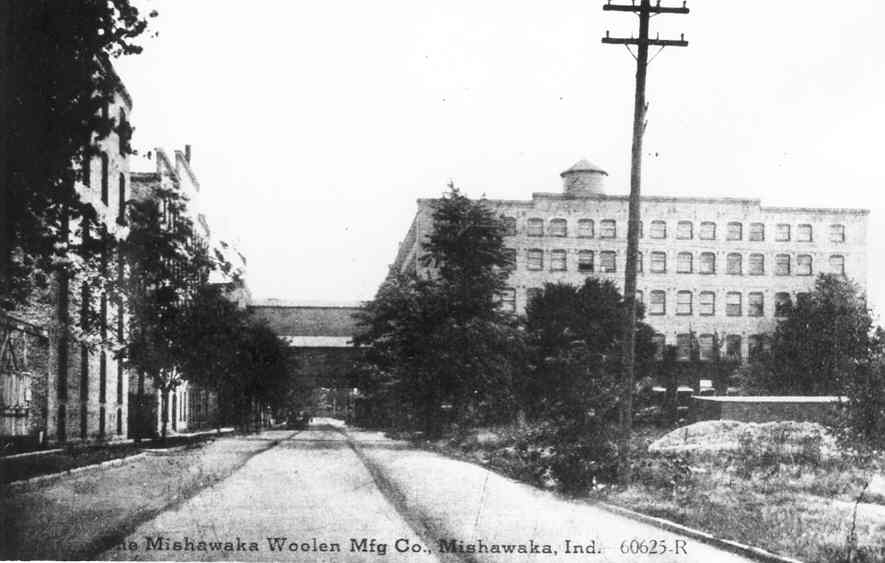
ミシャワカ羊毛工業本社（1902年）

ニューヨーク州出身の斧鍛冶屋パーマー・C・パーキンスは、ミシャワカに移入した後、1869年に風車の特許を取得し、1873年に双子の兄弟パードンと共にパーキンス風車（Perkins Windmill Company）を設立した。同社はその後1925年まで、ミシャワカで操業し続けた。
1874年にジェイコブ・バイガーとその息子マーティン・V・バイガーが設立したミシャワカ羊毛工業（Mishawaka Woolen Manufacturing Company）は、当初はフランネルや毛糸を生産していたが、1886年にマーティン・V・バイガーとアドルファス・エバーハートが毛編みのブーツを発明し、商業的にも大きな成功を収めると、靴の製造に転向した。やがて同社はレッド・ボールという商標で知られていくようになり、ボール・バンド（Ball-Band）というゴム靴のブランドを確立した。20世紀に入ると、同社は革の作業靴からキャンバスのテニスシューズに至るまで開発し、製造・販売した。1930年代には、同社は靴以外にも、カーマット、クッション、マットレスと、様々なゴム製品を生産していくようになった。
また、19世紀末には、周辺の肥沃な黒ローム土で大量のペパーミントが生産されたことから、ミシャワカは「世界のペパーミントの都」を名乗っていた。

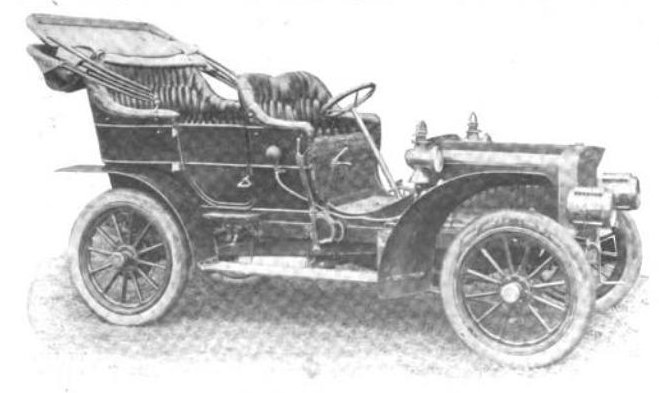
アメリカン・シンプレックス社のツーリングカー（1906年）

いずれも短命ではあったものの、20世紀初頭のミシャワカには自動車製造会社も設立され、生産を行っていた。1906-15年にかけては、アメリカン・シンプレックス自動車（American Simplex Motor Car Company、1910年に「シンプレックス」という商標の重複を避けるため「アムプレックス」（Amplex）に変更）が高出力の2サイクルエンジン車を生産していた。1911年には、同社の車が第1回のインディアナポリス500に出場した（が、クラッシュを起こし、ドライバーと同乗していたメカニックが死亡した）。また、1919-21年にかけては、ケンワージー自動車（Kenworthy Motors Corporation）が高級車を生産していた。
1880-1920年代にかけて、ミシャワカはデトロイトやイリノイ州モリーン等と並んで、ベルギーからの移民が多く移入した地の1つとなった。ベルギーからの最初の移民の波は、1887-93年にかけての、ベルギーの経済不況によるものであった。1893年恐慌の影響で移入は一時的に鈍化したものの、第一次世界大戦後、再びベルギーからの移入が急増した。最終的には、インディアナに移入したベルギー系移民の8割が、ミシャワカもしくはサウスベンドに住み着いた。この時ベルギーからミシャワカに移入した者の多くは、フラマン語圏のオースト＝フランデレン州出身であった。1903年には、ミシャワカにおけるフラマン語話者の増加に呼応して、カトリックの新たな教会区が創設され、ヘントの聖人バーフの名を冠した聖バーフ教会が建てられた。また、1916年に建てられたカーネギー図書館にも、フラマン人の建築様式が取り込まれている。

## 地理
ミシャワカは北緯41度40分3秒 西経86度10分17秒 / 北緯41.66750度 西経86.17139度に位置している。市はインディアナ州北部、ミシガン州との州境に接するセントジョセフ郡北東部にあり、市中心部から州境までは約10km、市北端からは約3kmである。西は州第4の都市であり、都市圏の中心都市であるサウスベンド市に、北はサウスベンド北東郊の住宅地として発展するグレンジャーCDPにそれぞれ接している。サウスベンドのダウンタウンからミシャワカの中心部へは約8kmである。
アメリカ合衆国国勢調査局によると、ミシャワカ市は総面積46.55km2（17.97mi2）である。そのうち45.70km2（17.64mi2）が陸地で0.85km2（0.33mi2）が水域である。総面積の1.83%が水域となっている。市の標高は219mである。
ミシャワカを含むサウスベンド都市圏の気候は、温暖で湿気の多い夏と寒さの厳しい冬に特徴付けられる内陸型である。また、カナダやミネソタ・ウィスコンシン両州からの寒気がミシガン湖で湿気を増すため、その風下側にあたるサウスベンド都市圏においては、冬季に大量の降雪が見られる。ケッペンの気候区分では、中西部の五大湖周辺に広く分布する冷帯湿潤気候 (Dfa) に属する。気候についての詳細は、サウスベンド (インディアナ州)#気候も参照のこと。

### 都市概観と建築物
ミシャワカの街路は市域の大部分において整然と区画されている。南北に通る通りはリンカーン・ウェイを境に南（S）と北（N）に、また東西に通る通りはメイン・ストリートを境に東（E）と西（W）に分かれている。セントジョセフ川の南岸で東西に通る通りの中には、数字のついた通りがいくつかあり、セントジョンズ川から離れるほど数字が大きくなる。
単独で国家歴史登録財に指定されているミシャワカ市内の物件としては、前述のカム・アンド・シェリンジャー醸造のほか、バイガー邸、カーネギー図書館、ドッジ邸、エラー＝ホスフォード邸、エリス＝シンドラー邸、およびメリフィールド＝カス邸が挙げられている。また、歴史地区としては、バッテル・パーク歴史地区、およびノーメイン・ハイツ歴史地区が指定されている。1925年に市中心部に建てられた劇場、ティボリ・シアターも、1998年に国家歴史登録財に指定されていたが、2005年に取り壊された。

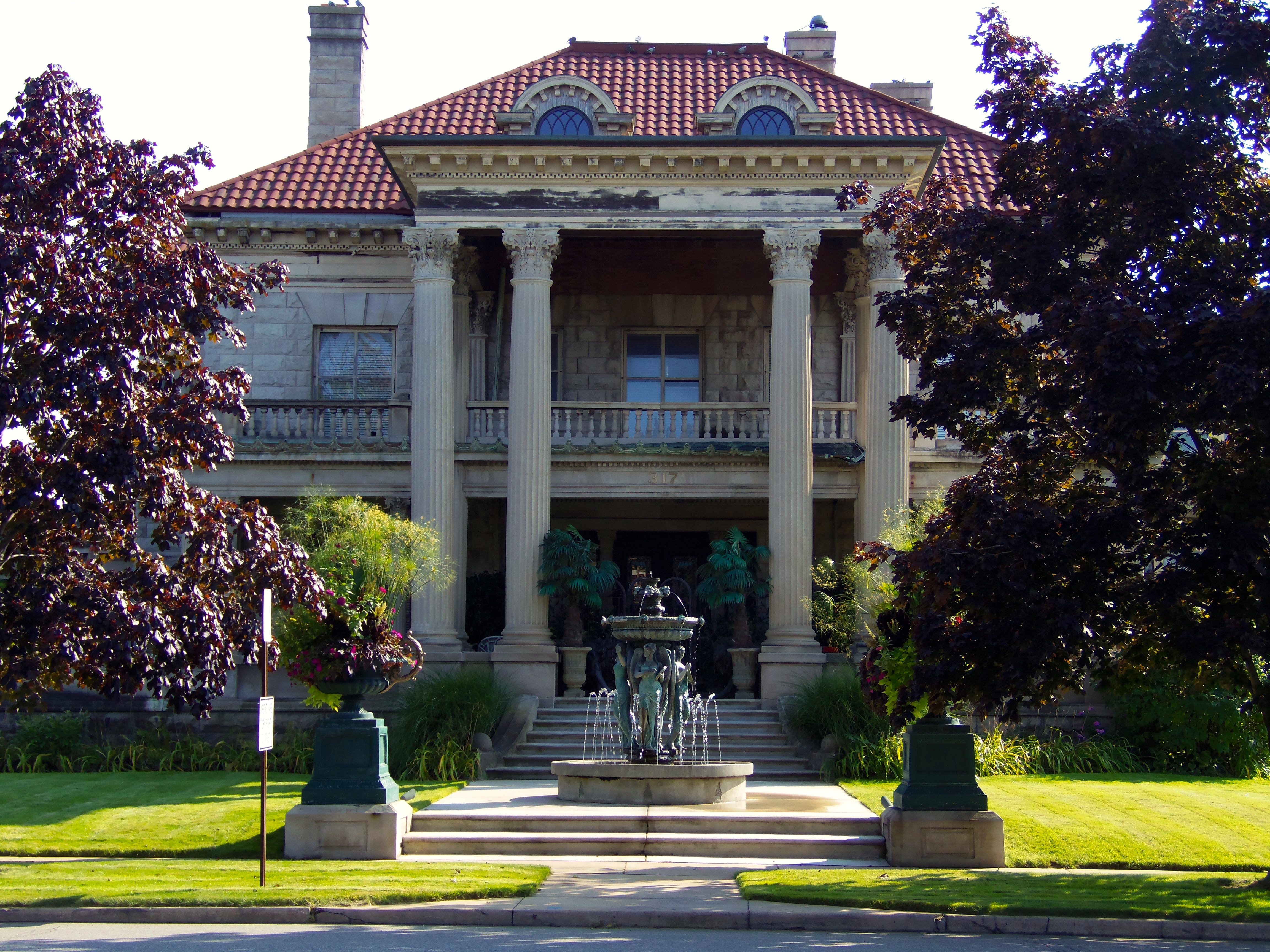
バイガー邸
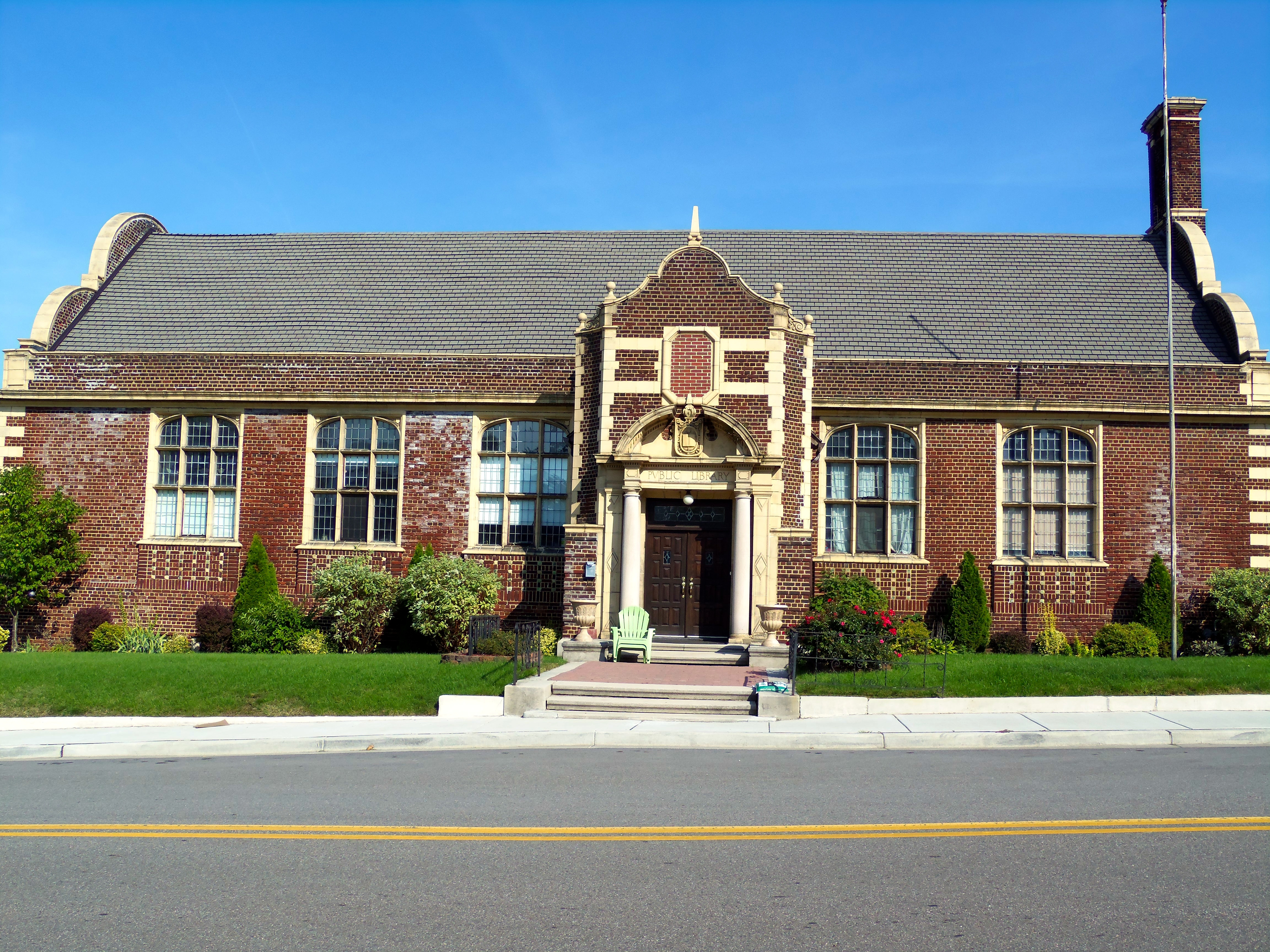
カーネギー図書館
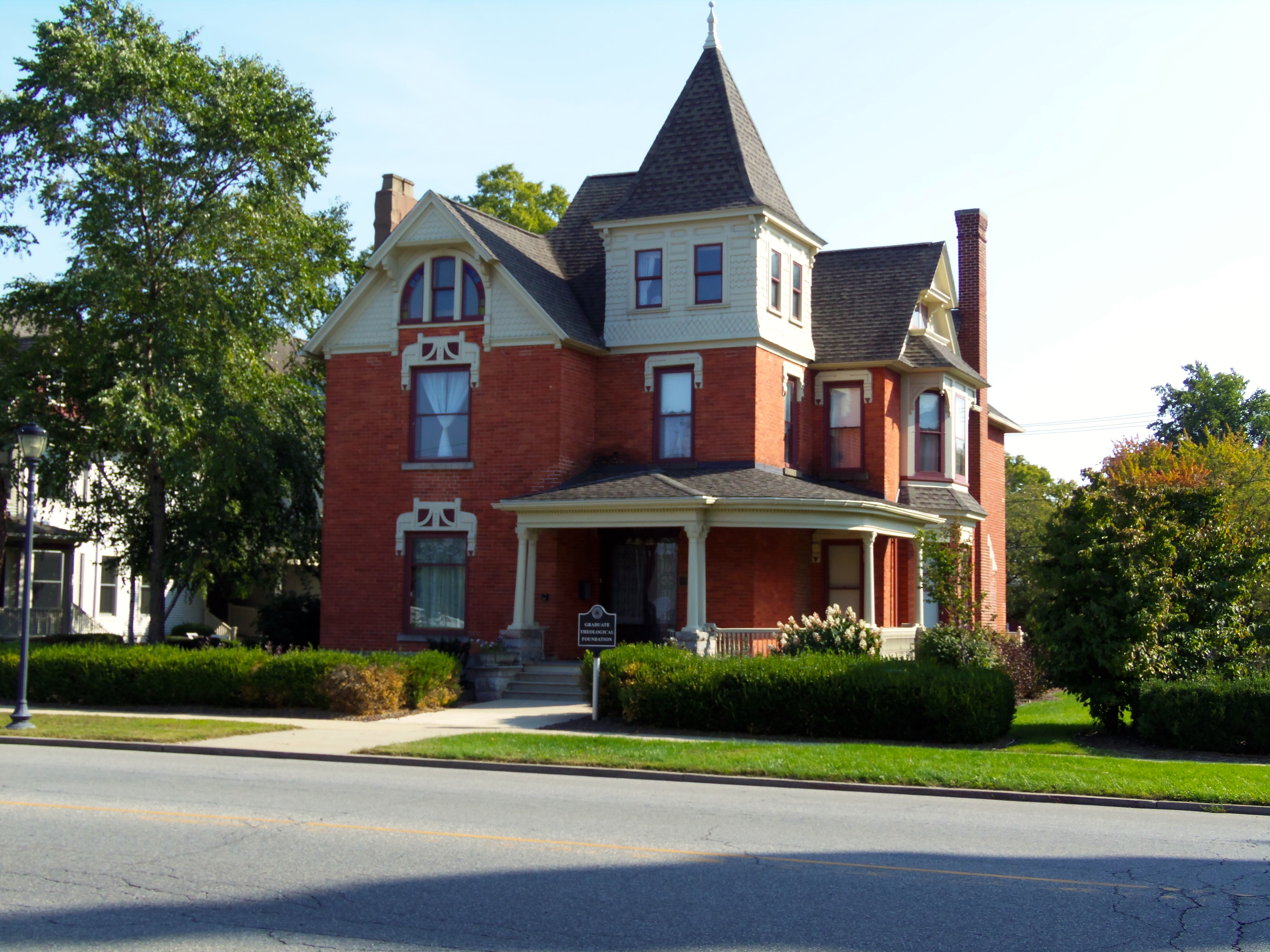
ドッジ邸
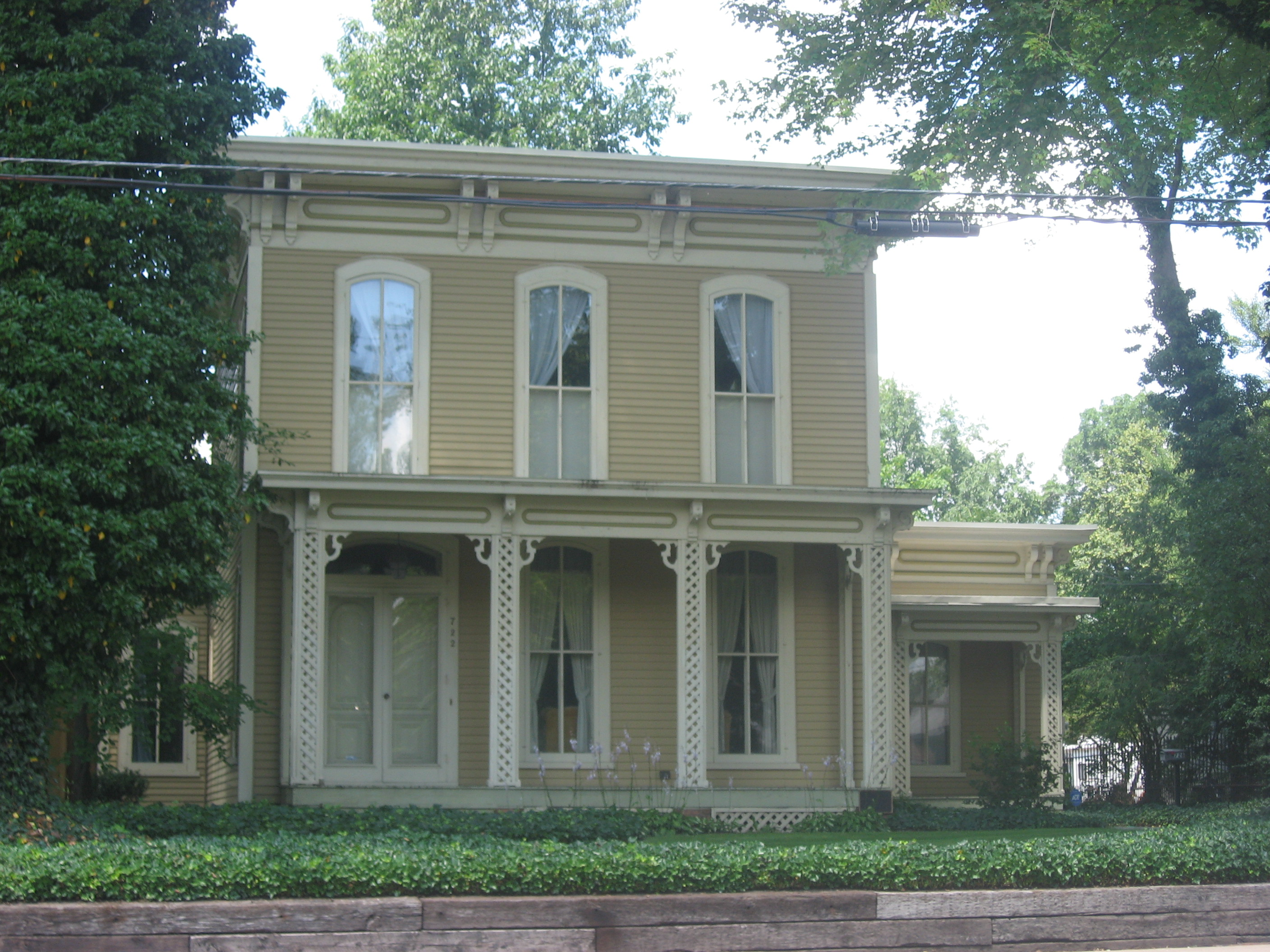
エラー＝ホスフォード邸
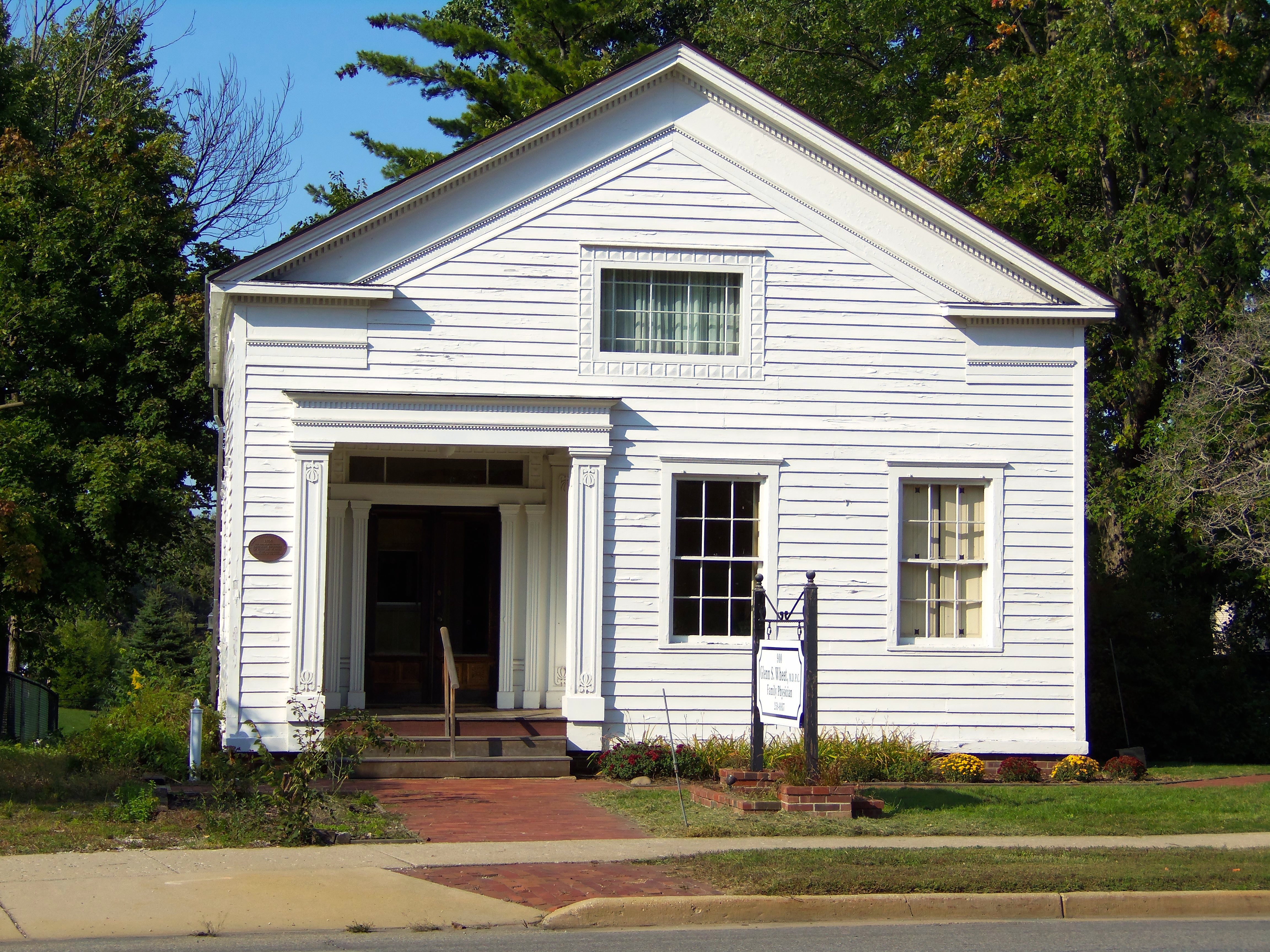
エリス＝シンドラー邸
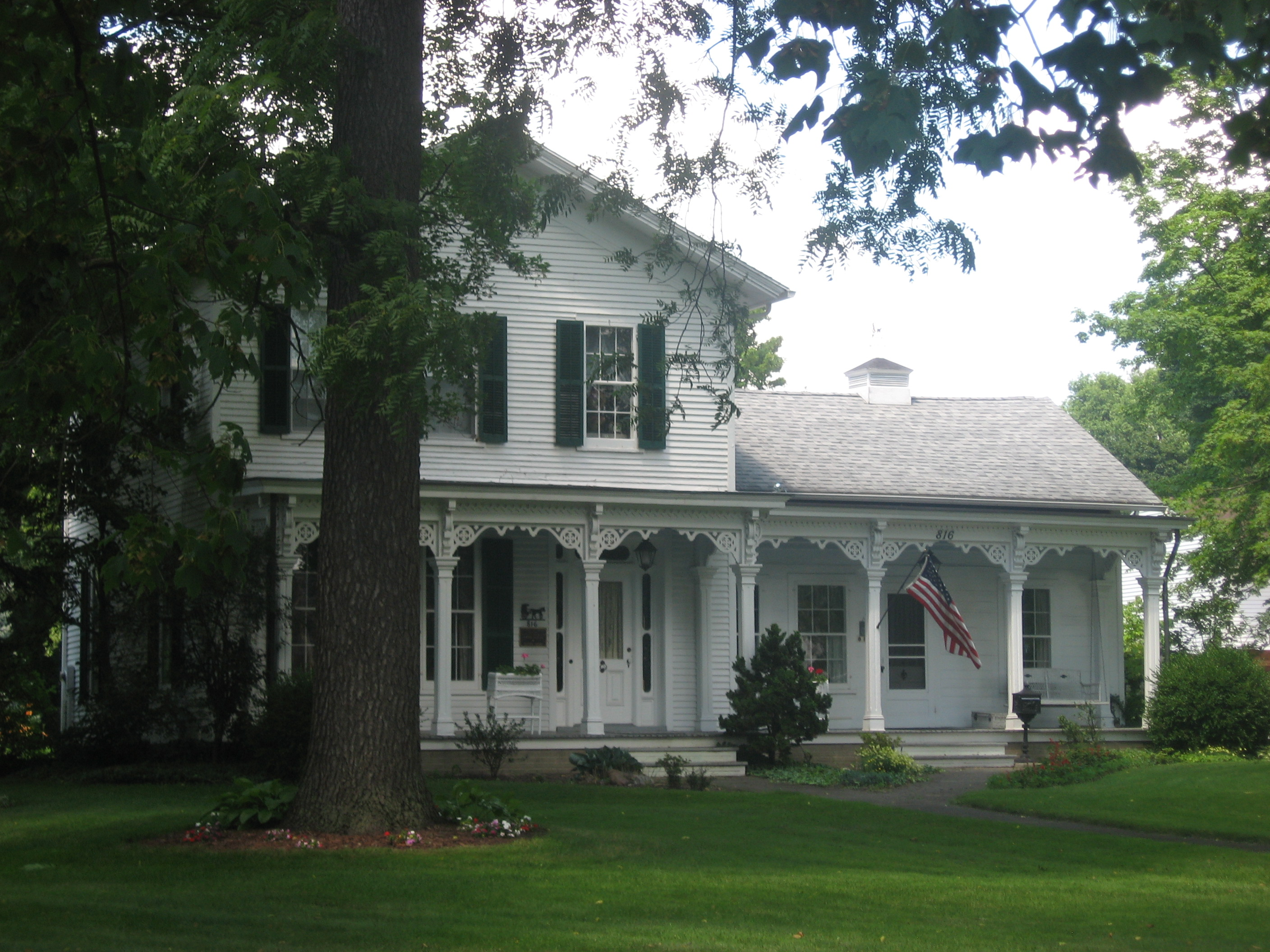
メリフィールド＝カス邸
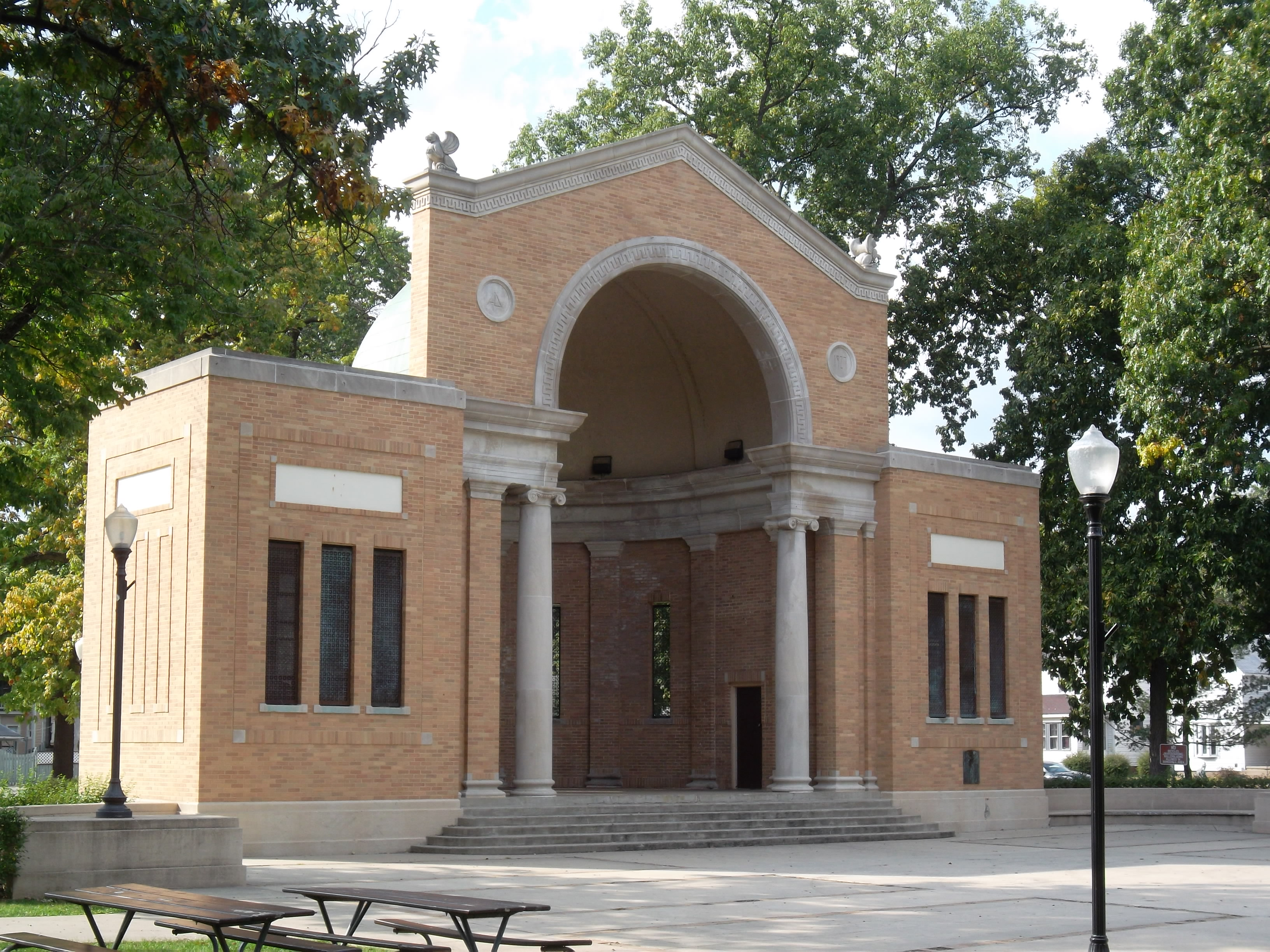
バッテル・パーク歴史地区
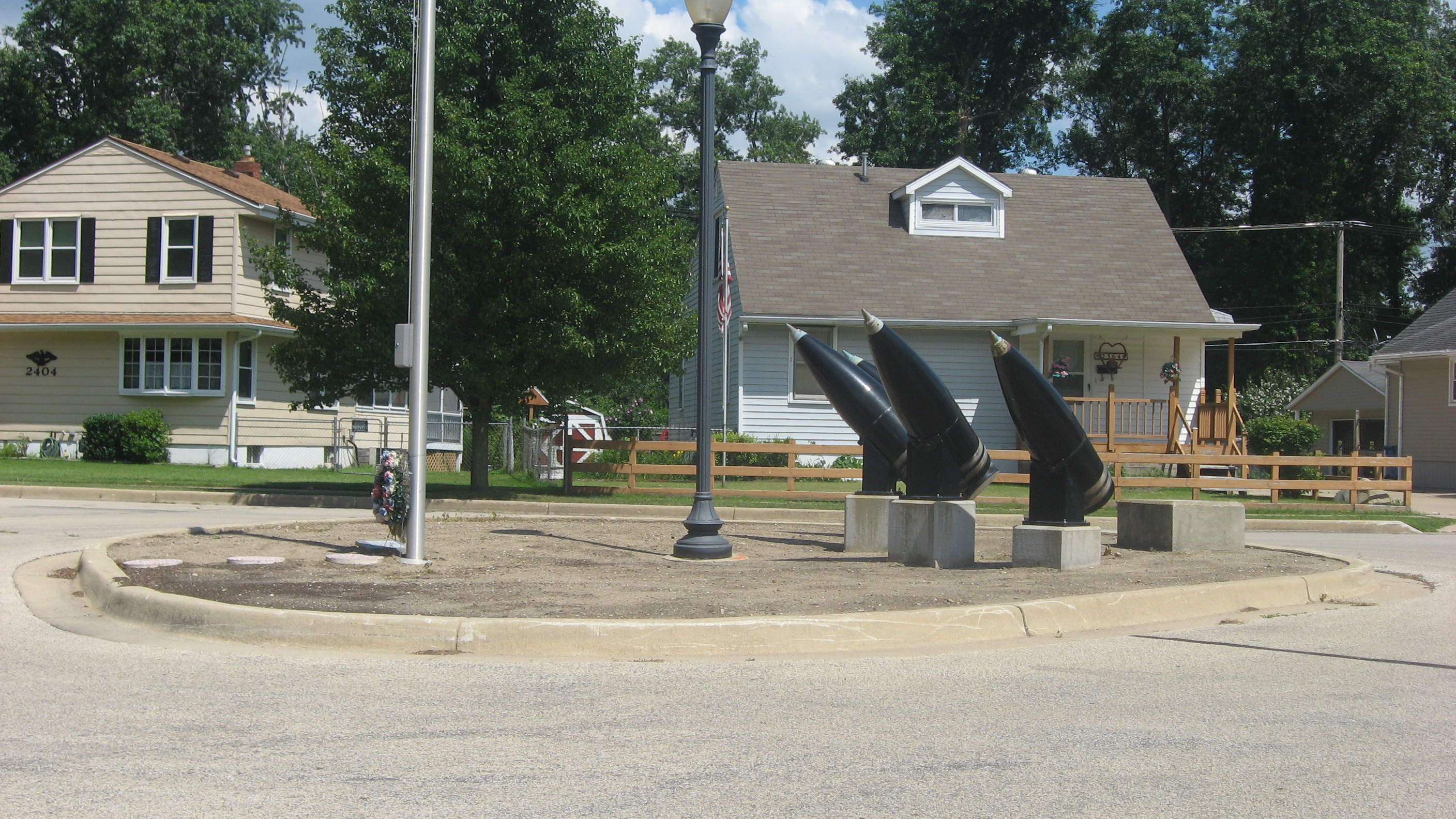
ノーメイン・ハイツ歴史地区

## 経済

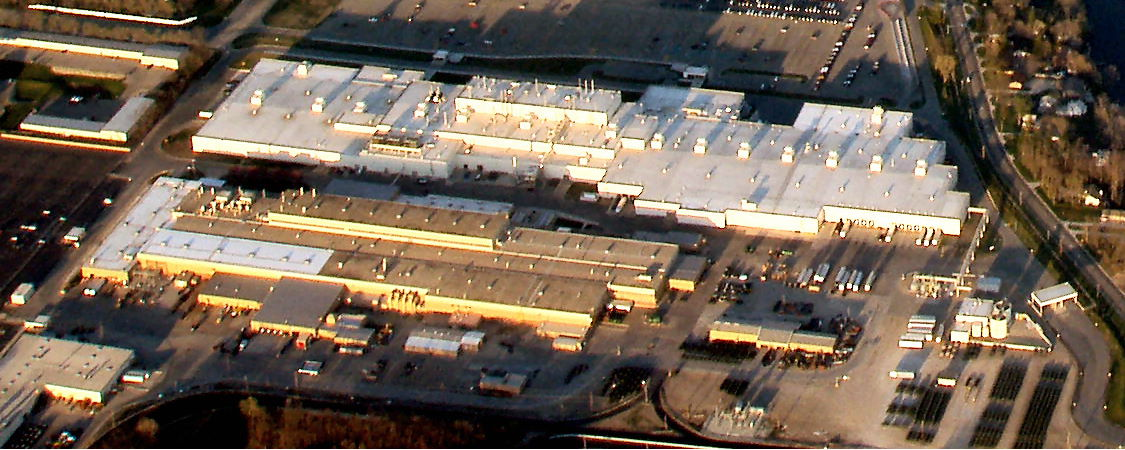
AMゼネラルのミシャワカ工場

市の東端にはAMゼネラルのミシャワカ工場が立地している。96エーカー（389,000m2）の敷地を有するこの工場は、軍用車組立工場（Military Assembly Plant、MAP）とフレキシブル組立・生産施設（Flexible Assembly & Manufacturing Facility、FAMC）から成っている。加えて、敷地内には1マイル（1.6km）のテストコースも設けられている。この工場では、同社の軍用四輪駆動車ハンヴィー、およびその民生用車両であるハマー（H1・H2）が生産されてきた。2010年代前半から中盤にかけては、車椅子でも乗れるタクシー用車両MV-1や、メルセデス・ベンツの中国向けRクラスがこの工場で生産されていた。2021年、「ハマー」ブランドの元最高責任者ジム・テイラーが創業した、ミシガン州トロイのスタートアップ系電気自動車製造会社、エレクトリック・ラスト・マイル・ソリューションズ（ELMS）が、この工場で同社の電動配達バンの生産を始めた。

## 交通
ミシャワカを含むサウスベンド都市圏の玄関口となる商業空港は、サウスベンドのダウンタウンから北西へ約5.5km、ミシャワカからは北北西へ約14km離れたサウスベンド国際空港（IATA: SBN）である。この空港にはアメリカン航空（ダラス・フォートワース、シャーロット）、デルタ航空（アトランタ、デトロイト、ミネアポリス・セントポール）、ユナイテッド航空（シカゴ・オヘア）の3大航空会社が全て就航しているほか、アレジアント・エアによるラスベガス、フェニックス・メサ、およびフロリダ方面への便が就航している。同空港は2014年に国際化し、名称もサウスベンド地域空港から現称のサウスベンド国際空港に改称した。しかし、2021年現在も、定期運航の国際線は就航していない。
州間高速道路I-80・I-90（共用）は市域北端をわずかに東西に通っている。ただし、ミシャワカ市域内にはI-80/I-90への出入口は無く、市の北東にある、州道331号線への出入口が最寄となる。I-90はボストンからシアトルまで、大陸を横断する幹線としては最も北を通っており、インディアナ州内においては、州最北部を東西に通るインディアナ有料道路となっている。I-80はニューヨーク近郊からサンフランシスコまで大陸を横断する幹線で、ゲーリーの東、レイク郡レイクステーション以東のインディアナ州内ではインディアナ有料道路をI-90と共用している。また、国道20号線は、サウスベンド国際空港の北西にあるジャンクションでI-90と合流/分岐し、サウスベンド・ミシャワカ・エルクハート3市の南を通る区間では高速道路規格となっており、環状道路としての役割を成している。
アムトラックの駅はサウスベンドのダウンタウンの西、およびエルクハートのダウンタウンにあり、ミシャワカからはいずれもほぼ等距離、12-16km程度である。この両駅ともに、シカゴのユニオン駅とニューヨーク・ボストンを結ぶ長距離列車レイクショア・リミテッド号、および、シカゴ（こちらもユニオン駅）とワシントンD.C.をクリーブランド・ピッツバーグ経由で結ぶ長距離列車キャピトル・リミテッド号が停車する。また、サウスベンド国際空港の駅には、ミシガンシティ、ゲーリー、イーストシカゴ、ハモンドを経由してシカゴのミレニアム駅へと向かうインターアーバン、サウスショアー線が発着する。
サウスベンドとその周辺をカバーする、20系統から成るサウスベンド公共交通公社（South Bend Public Transportation Corporation、Transpo）の路線バス網は、ミシャワカにも#1、#9、#11．#15A、#15Bの5系統が乗り入れており、そのいずれもが市中心部にあるミシャワカ・トランスファー・センターに発着する。また、ミシャワカ・トランスファー・センターには、インターアーバン・トロリーという、エルクハートを中心とした路線バス5系統のうち、イエロー・ラインも発着する。

## 教育
べセル大学は市中心部の北約2kmに75エーカー（304,000m2）のキャンパスを構えている。同学は1947年に創立した、アナバプテストの流れを汲むキリスト教系小規模私立大学で、学生対教授の人数比11:1、約2/3の講義は20人以下の学生数で行われるという、少人数制の教育を行っている。同学の学部は50以上の専攻プログラムを提供し、約1,500人の学生を抱えている。また、大学院においては、教育学、経営学、看護学、および神学の4分野で修士の学位を授与している。べセル大学は、USニューズ&ワールド・レポートの大学ランキングでは、中西部の「地方区の大学」の中で30位前後に入る評価を受けている。

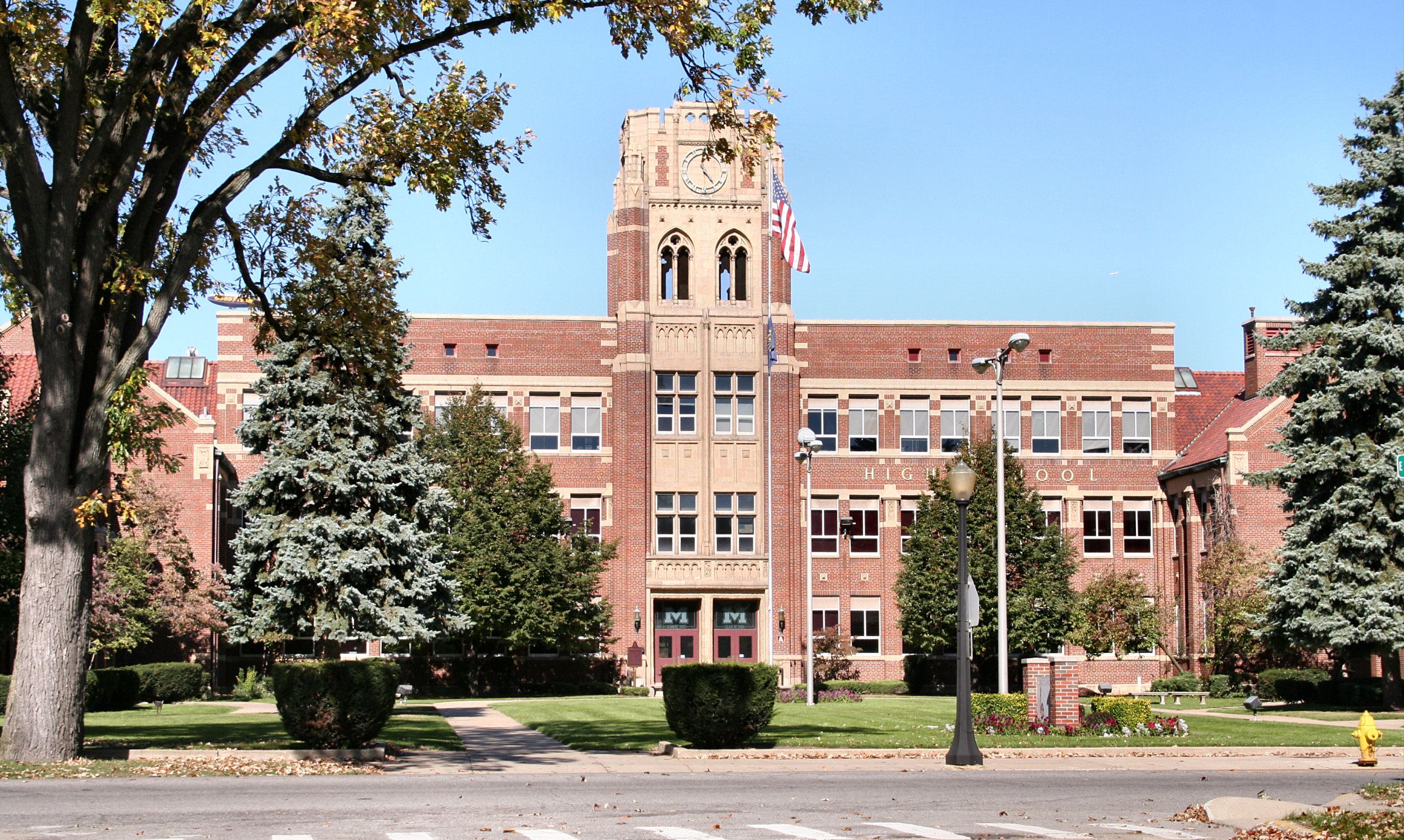
ミシャワカ高校

ミシャワカにおけるK-12課程はミシャワカ市学区（School City of Mishawaka）の管轄下にある公立学校によって主に支えられている。同学区は小学校（幼稚園・1-6年生）7校、中学校（7-8年生）1校（ジョン・ヤング中学校）、高校（9-12年生）1校（ミシャワカ高校）、および特別支援学校1校（オークローン校キャンパス・プログラム）を有し、約5,000人の児童・生徒を抱えている。また、市東部は隣接するペン・ハリス・マディソン学区の管轄下となる。同学区は小学校（幼稚園・1-5年生）11校（うちミシャワカ市内に5校）、中学校（6-8年生）3校（うちミシャワカ市内に2校）、高校（9-12年生）1校（ペン高校、ミシャワカ市内）を有し、約11,000人の児童・生徒を抱えている。加えて、カトリックのフォートウェイン・サウスベンド司教区は、マリアン高校等の私立学校をミシャワカに置いている。
ミシャワカ最初の図書館は1873年に地元婦人会が開館した有料の会員制のもので、「婦人図書館」と呼ばれていたが、利用者が少なかったため1900年に閉館した。その後1907年、市庁舎の一角で無料の公共図書館が開館した。やがて1916年にカーネギー図書館が建てられ、そちらに移転したが、手狭になったため、1969年に新しいミシャワカ公共図書館が開館した。後に近隣のペン郡区、およびハリス郡区の公共図書館も兼ねることになり、名称もミシャワカ・ペン公共図書館、そして2001年に現称のミシャワカ・ペン・ハリス公共図書館に改称された。市の中心部に立地するミシャワカ本館に加えて、1984年には市東部にビタースウィート支館が、また、2004年にはグレンジャーにハリス支館が開館し、3館体制となっている。

## 文化と名所
市の中心部から南へ約1km、サウス・メイン・ストリート沿いにはハナ・リンダール子供博物館が立地している。同館は1946年に地元教師で、市の初等教育部門の理事を長年務めていたハナ・リンダールの尽力で建てられ、ミシャワカ市学区によって運営されている児童・生徒向けの博物館で、地域の歴史についての様々な事物を展示している。また、館内には姉妹都市である塩尻市にちなんだ事物の展示も兼ねた茶室も設けられている。しかし、同館は2018年より無期限で閉館している。
べセル大学内には、1970年代にインディアナ州知事を、そしてロナルド・レーガン政権下で保健福祉長官を務めた医師、オーティス・ボーウェンに関する事物を収蔵した、オーティス・ボーウェン博物館・資料館があり、予約ベースで公開している。また、2022年には、市中心部にミシャワカ歴史博物館が開館する予定になっている。
市中心部付近のセントジョセフ川両岸はいくつかの公園が整備されている。北岸にはバッテル・パークやセントラル・パークが、また南岸にはビューター・パーク、カム・アイランド・パーク、ケイツ・ガーデン、リンカーン・パークが設けられている。これらの公園は両岸に整備された、リバー・ウォークという遊歩道で結ばれている。また、市の中心部から北東へ約1.5km、やはりセントジョセフ河岸に立地するメリフィールド・パークには、スケートリンクや、オリンピック規格のプールも設けられている。このメリフィールド・パークの南には、ミシャワカと塩尻市との姉妹都市関係を象徴するものとして1987年8月に開園した、「塩尻庭」という池泉回遊式の日本庭園がある。

## 人口推移
以下にミシャワカ市における1850年から2020年までの人口推移をグラフおよび表で示す。サウスベンド・ミシャワカ都市圏、およびサウスベンド・エルクハート・ミシャワカ広域都市圏全体の人口については、サウスベンド (インディアナ州)#都市圏を参照のこと。
| 統計年 | 人口     |
| ------ | -------- |
| 1850年 | 1,412人  |
| 1860年 | 1,488人  |
| 1870年 | 2,617人  |
| 1880年 | 2,640人  |
| 1890年 | 3,371人  |
| 1900年 | 5,560人  |
| 1910年 | 11,886人 |
| 1920年 | 15,195人 |
| 1930年 | 28,630人 |
| 1940年 | 28,298人 |
| 1950年 | 32,918人 |
| 1960年 | 33,361人 |
| 1970年 | 36,060人 |
| 1980年 | 40,201人 |
| 1990年 | 42,608人 |
| 2000年 | 46,557人 |
| 2010年 | 48,252人 |
| 2020年 | 51,063人 |

## 姉妹都市
ミシャワカは以下2都市と姉妹都市提携を結んでいる。
- 塩尻市（日本・長野県）[55] - ミシャワカには前述の日本庭園「塩尻庭」があるのに加えて、塩尻市役所の西側には、1987年、ミシャワカとの姉妹都市提携15周年の際に命名された「ミシャワカ通り」という名の街路が通っている[56]。
- ゾースト（ドイツ・ノルトライン＝ヴェストファーレン州）

## 推奨文献
- Babcock, Glenn D. History of United States Rubber Company: A Case Study in Corporate Management. 1966年.
- Baker, Ward. "Mishawaka on the Eve of Conflict". Indiana Magazine of History. Vol.55. No.1. pp.25-46. Indiana University Press. 1959年.
- Bridges, Janice. Indiana's princess city: The history of Mishawaka, 1832-1932. Heritage Press. 1976年.
- DeKever, Peter J. With Our Past: Essays on the history of Mishawaka. Evangel Press. 2003年. ISBN 978-1893270176.
- Eisen, David, ed. A Mishawaka Mosaic Bethel Publishing. 1983年. - 多様な民族集団について。
- Hume, Susan E. "Belgian Settlement and Society in the Indiana Rust Belt," Geographical Review Vol.93. No.1. pp.30-50. Taylor & Francis. 2003年. - 1920年代に始まった、ミシャワカ市南西部へのフラマン人の入植について。
- Verslype, Henry A. The Belgians of Indiana 1987年. - 主にミシャワカのベルギー系住民について。